# Винеторі (Мехедінць)
Винеторі (рум. Vânători) — село у повіті Мехедінць в Румунії. Входить до складу комуни Винеторі.
Село розташоване на відстані 252 км на захід від Бухареста, 49 км на південний схід від Дробета-Турну-Северина, 70 км на захід від Крайови.

## Населення
За даними перепису населення 2002 року у селі проживали 1308 осіб. Рідною мовою 1305 осіб (99,8%) назвали румунську.
Національний склад населення села:
| Національність | Кількість осіб | Відсоток |
| -------------- | -------------- | -------- |
| румуни         | 1286           | 98,3%    |
| цигани         | 21             | 1,6%     |